# 周廷幹

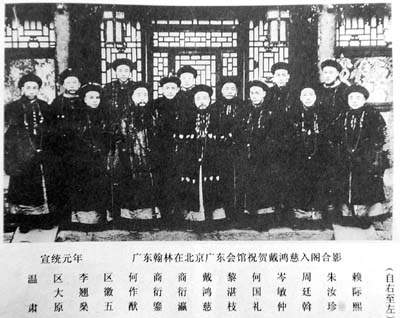
宣统元年（1909年），廣東翰林在北京廣東會館祝賀戴鴻慈入閣合影。自右至左：賴際熙、朱汝珍、周廷幹、岑敏仲、何國禮、黎湛枝、戴鴻慈、商衍瀛、商衍鎏、何作猷、區徽五、李翹燊、區大原、溫肅。

周廷幹（1852年—1936年），字恪叔，廣東廣州府順德縣人，清朝政治人物。同進士出身。
光緒二十九年（1903年），登進士，授翰林院庶吉士。光緒三十三年，任翰林院檢討。后任清史館纂修官。